# Hall of Fame (The Moody Blues)
Hall of Fame è un album dal vivo e un DVD del gruppo musicale britannico The Moody Blues, pubblicato l'8 agosto 2000 dalla Ark21 Records.

## Tracce
Testi e musiche di Justin Hayward, eccetto dove indicato.
1. Overture – 3:58 (Justin Hayward, Ray Thomas)
2. Tuesday Afternoonn – 4:30
3. English Sunset – 5:16
4. Words You Say – 5:13 (John Lodge)
5. The Story in your Eyes – 3:47
6. I Know You're Out There Somewhere – 5:25
7. Haunted – 4:14
8. Your Wildest Dreams – 4:54
9. Isn't Life Strange – 5:50 (John Lodge)
10. I'm Just a Singer (In a Rock and Roll Band) – 6:26 (John Lodge)
11. Nights in White Satin – 6:59
12. Legend of a Mind – 6:01 (Ray Thomas)
13. Question – 6:14
14. Ride my See-Saw – 5:07 (John Lodge)

## Formazione
- Justin Hayward – Chitarra/Voce
- John Lodge – Basso/Voce
- Ray Thomas – Flauto/Voce
- Graeme Edge – Batteria
- The World Festival Orchestra
- Larry Baird – Conduttore d'orchestra
- Paul Bliss – Tastiera
- Bias Boshell – Tastiera
- Gordon Marshall – Batteria
- Susan Shattock: Voce
- Tracy Graham – Voce
- Danilo Madonia – Ingegnere del suono

## Classifiche
| Classifica (2000) | Posizione massima |
| ----------------- | ----------------- |
| Stati Uniti       | 185               |